# Despacito
"Despacito" is een nummer van de Puerto Ricaanse zanger Luis Fonsi met de eveneens Puerto Ricaanse rapper Daddy Yankee.

## Achtergrond
Het nummer kwam uit in januari 2017 en groeide en stond vervolgens op nummer 1 in de hitlijsten van onder andere Nederland, Duitsland, Zweden en de Verenigde Staten. Despacito werd mede succesvol door de officiële remix, waar de Canadese zanger Justin Bieber op te horen is. Despacito gaat over een sensuele ofwel seksuele maar romantische relatie waarbij de zanger wil dat de dame langzaam en zachtjes beweegt. In de Nederlandse Top 40 op Radio 538 stond de dubbelnotering met de remix vijftien weken onafgebroken op de eerste plek, waarmee het record van Ed Sheeran - Shape of you werd geëvenaard. In de Mega Top 50 op NPO 3FM stond het zestien weken onafgebroken op de eerste plaats. Daarmee evenaarde Despacito het record van Shape of you van Ed Sheeran.
In augustus 2017 werd bekend dat de videoclip, met drie miljard views, het tot dan toe meest bekeken filmpje op YouTube was geworden en daarmee See You Again van de troon stootte. In 2020 was de videoclip 7 miljard keer bekeken.

## Hitnoteringen

### Nederlandse Top 40
| Positie:                             | 29 | 25 | 16 | 12 | 5  | 1  | 1  | 1  | 1  | 1  | 1  | 1  | 1  | 1  | 1  | 1  | 1  | 1  | 1  | 1  |
| Week:                                | 21 | 22 | 23 | 24 | 25 | 26 | 27 | 28 | 29 | 30 | 31 | 32 | 33 | 34 | 35 | 36 | 37 | 38 | 39 | 40 |
| Positie:                             | 3  | 4  | 10 | 14 | 21 | 24 | 29 | 37 | 40 |    |    |    |    |    |    |    |    |    |    |    |
| Vanaf * dubbelnotering met de remix. |    |    |    |    |    |    |    |    |    |    |    |    |    |    |    |    |    |    |    |    |

### Nederlandse Single Top 100
| Positie:                             | 100 | 50 | 42 | 35 | 39 | 37 | 31 | 40 | 36 | 25 | 23 | 7  | 1  | 1  | 1  | 1  | 1  | 2  | 2  | 2  |
| Week:                                | 21  | 22 | 23 | 24 | 25 | 26 | 27 | 28 | 29 | 30 | 31 | 32 | 33 | 34 | 35 | 36 | 37 | 38 | 39 | 40 |
| Positie:                             | 1   | 3  | 3  | 1  | 1  | 1  | 1  | 2  |    |    |    |    |    |    |    |    |    |    |    |    |
| Vanaf * dubbelnotering met de remix. |     |    |    |    |    |    |    |    |    |    |    |    |    |    |    |    |    |    |    |    |

### Mega Top 50
| Hitnotering: 25-03-2017 t/m | Hitnotering: 25-03-2017 t/m | Hitnotering: 25-03-2017 t/m | Hitnotering: 25-03-2017 t/m | Hitnotering: 25-03-2017 t/m | Hitnotering: 25-03-2017 t/m | Hitnotering: 25-03-2017 t/m | Hitnotering: 25-03-2017 t/m | Hitnotering: 25-03-2017 t/m | Hitnotering: 25-03-2017 t/m | Hitnotering: 25-03-2017 t/m | Hitnotering: 25-03-2017 t/m | Hitnotering: 25-03-2017 t/m | Hitnotering: 25-03-2017 t/m | Hitnotering: 25-03-2017 t/m | Hitnotering: 25-03-2017 t/m | Hitnotering: 25-03-2017 t/m | Hitnotering: 25-03-2017 t/m | Hitnotering: 25-03-2017 t/m | Hitnotering: 25-03-2017 t/m | Hitnotering: 25-03-2017 t/m |
| Week:                       | 1                           | 2                           | 3                           | 4                           | 5                           | 6                           | 7                           | 8                           | 9                           | 10                          | 11                          | 12                          | 13                          | 14                          | 15                          | 16                          | 17                          | 18                          | 19                          | 20                          |
| --------------------------- | --------------------------- | --------------------------- | --------------------------- | --------------------------- | --------------------------- | --------------------------- | --------------------------- | --------------------------- | --------------------------- | --------------------------- | --------------------------- | --------------------------- | --------------------------- | --------------------------- | --------------------------- | --------------------------- | --------------------------- | --------------------------- | --------------------------- | --------------------------- |
| Positie:                    | 34                          | 34                          | 22                          | 12                          | 9                           | 2                           | 1                           | 1                           | 1                           | 1                           | 1                           | 1                           | 1                           | 1                           | 1                           | 1                           | 1                           | 1                           | 1                           | 1                           |
| Week:                       | 21                          | 22                          | 23                          | 24                          | 25                          | 26                          | 27                          | 28                          | 29                          | 30                          | 31                          | 32                          | 33                          | 34                          | 35                          | 36                          | 37                          | 38                          | 39                          | 40                          |
| Positie:                    | 1                           | 1                           | 3                           | 6                           | 12                          | 12                          |                             |                             |                             |                             |                             |                             |                             |                             |                             |                             |                             |                             |                             |                             |

### Vlaamse Ultratop 50
| Hitnotering: 18-02-2017 t/m 28-10-2017 | Hitnotering: 18-02-2017 t/m 28-10-2017 | Hitnotering: 18-02-2017 t/m 28-10-2017 | Hitnotering: 18-02-2017 t/m 28-10-2017 | Hitnotering: 18-02-2017 t/m 28-10-2017 | Hitnotering: 18-02-2017 t/m 28-10-2017 | Hitnotering: 18-02-2017 t/m 28-10-2017 | Hitnotering: 18-02-2017 t/m 28-10-2017 | Hitnotering: 18-02-2017 t/m 28-10-2017 | Hitnotering: 18-02-2017 t/m 28-10-2017 | Hitnotering: 18-02-2017 t/m 28-10-2017 | Hitnotering: 18-02-2017 t/m 28-10-2017 | Hitnotering: 18-02-2017 t/m 28-10-2017 | Hitnotering: 18-02-2017 t/m 28-10-2017 | Hitnotering: 18-02-2017 t/m 28-10-2017 | Hitnotering: 18-02-2017 t/m 28-10-2017 | Hitnotering: 18-02-2017 t/m 28-10-2017 | Hitnotering: 18-02-2017 t/m 28-10-2017 | Hitnotering: 18-02-2017 t/m 28-10-2017 | Hitnotering: 18-02-2017 t/m 28-10-2017 | Hitnotering: 18-02-2017 t/m 28-10-2017 |
| Week:                                  | 1                                      | 2                                      | 3                                      | 4                                      | 5                                      | 6                                      | 7                                      | 8                                      | 9                                      | 10                                     | 11                                     | 12                                     | 13                                     | 14                                     | 15                                     | 16                                     | 17                                     | 18                                     | 19                                     | 20                                     |
| -------------------------------------- | -------------------------------------- | -------------------------------------- | -------------------------------------- | -------------------------------------- | -------------------------------------- | -------------------------------------- | -------------------------------------- | -------------------------------------- | -------------------------------------- | -------------------------------------- | -------------------------------------- | -------------------------------------- | -------------------------------------- | -------------------------------------- | -------------------------------------- | -------------------------------------- | -------------------------------------- | -------------------------------------- | -------------------------------------- | -------------------------------------- |
| Positie:                               | 26                                     | 25                                     | 25                                     | 22                                     | 22                                     | 17                                     | 20                                     | 17                                     | 18                                     | 19                                     | 4                                      | 3                                      | 3                                      | 2                                      | 2                                      | 1                                      | 1                                      | 1                                      | 1                                      | 1                                      |
| Week:                                  | 21                                     | 22                                     | 23                                     | 24                                     | 25                                     | 26                                     | 27                                     | 28                                     | 29                                     | 30                                     | 31                                     | 32                                     | 33                                     | 34                                     | 35                                     | 36                                     | 37                                     | 38                                     |                                        |                                        |
| Positie:                               | 1                                      | 1                                      | 1                                      | 1                                      | 1                                      | 1                                      | 1                                      | 2                                      | 2                                      | 5                                      | 12                                     | 15                                     | 19                                     | 27                                     | 38                                     | 43                                     | 46                                     | uit                                    |                                        |                                        |

### NPO Radio 2 Top 2000
| Nummer met noteringen in de NPO Radio 2 Top 2000 | '17  | '18  | '19  |
| ------------------------------------------------ | ---- | ---- | ---- |
| Despacito                                        | 1346 | 1391 | 1813 |

1. ↑  Een vetgedrukt getal geeft de hoogste notering aan.
2. ↑  2017 was het eerste jaar met een notering voor dit nummer.
3. ↑  Deze tabel is bijgewerkt tot en met de laatste editie (2024).